# Taracticus argentifacies
Taracticus argentifacies là một loài ruồi trong họ Asilidae. Taracticus argentifacies được James miêu tả năm 1953. Loài này phân bố ở vùng Tân nhiệt đới.